# Coptorhina nitidipennis
Coptorhina nitidipennis là một loài bọ cánh cứng trong họ Bọ hung (Scarabaeidae).